# ジェフリー・エプスタインVI財団
ジェフリー・エプスタインVI財団（ジェフリーエプスタインブイアイざいだん、Jeffrey Epstein VI Foundation）は、ニューヨークの資本家及び有罪判決を受けた性犯罪者であるジェフリー・エプスタインによって2000年に設立された私立財団。J・エプスタインVI財団という名前で公式に登記されており、「VI」は、エプスタインが所有していたプライベートアイランドが属し、財団が拠点を置いているヴァージン諸島（Virgin Islands）を意味する。財団の理事会には、元知事のジョン・デ・ヨングの妻であるセシル・デ・ヨングが含まれている。

## 活動
2003年、財団は数学と生物学の教授であるマーティン・ノヴァクによる進化ダイナミクス・プログラムを後援するために、ハーバード大学に3000万ドルの投資を行うことを約束した。ハーバード大学はこの約束の内650万ドルを受領した。財団はまた、専門家を起用して脳に関連する問題について議論するビデオシリーズを制作しているNEURO.tvと、人工知能のオープンソース・ソフトウェア・イニシアチブであるOpenCogプロジェクトにも出資している。
長年にわたって、この財団は多くの専門分野の科学者を招集し、重力や地球と言語に対する世界規模の脅威といった基礎科学の問題について議論する会議を組織した。
財団の代表者として、エプスタインはハーバード大学の心、脳と行動諮問委員会の役職を務め、サンタフェ研究所、プリンストン大学のプリンストン高等研究所理論生物学イニシアチブ、ペンシルベニア大学の量子重力プログラムに参加した。エプスタインはまた、三極委員会と外交問題評議会の委員も務めた。